# أربع عشري الأضلاع
في الهندسة الإقليدية، الأَرْبَعَ عَشْرِي (بالإنكليزية:tetradecagon أو tetrakaidecagon) هو مضلع له أربعة عشر ضلعاً، ومجموع قياسات زواياه هو 2160° درجة.

## الرباعي العشري المنتظم
قياس كل زاوية داخلية فيه تساوي {\displaystyle {\frac {1080^{\circ }}{7}}\simeq 154.285^{\circ }}.
تعطى مساحته بفرض طول الضلع a بالعلاقة: {\displaystyle A={\frac {14}{4}}a^{2}\cot {\frac {\pi }{14}}\simeq 15.3345a^{2}}
بما أن 14 = 2 × 7، فإنه لا يمكن إنشاء أربع عشري منتظم بإنشاءات الفرجار والمسطرة.